# Victor D. Ponten
Victor David Ponten (Velp, 12 mei 1981) is een Nederlandse filmregisseur, filmproducent en scenarioschrijver. Hij was medeoprichter van het niet meer bestaande film- en reclamebureau Habbekrats.
Ponten maakte in 2011 zijn filmdebuut met de speelfilm Rabat, die hij samen met Habbekrats-collega Jim Taihuttu schreef en regisseerde. De film werd genomineerd voor vier Gouden Kalveren.
In 2018 volgde de speelfilm Catacombe, met rapper Willem de Bruin (The Opposites) in de hoofdrol.
Ponten was regisseur en showrunner van de serie Mocro Maffia, en de spin-off film Mocro Maffia: Tatta.
In 2025 regisseerde hij het docudrama Het Grote Offensief, over het geallieerde offensief op de Westerschelde in 1944.

## Filmografie

### Speelfilms
- Rabat - 2011
- Catacombe - 2018
- Mocro Maffia: Tatta - 2023
- Het Grote Offensief - 2025

### Korte films
- Passage - 2015
- A Trip Down the Memory Block - 2019
- Ladri di Patta - 2020